# Світлана Кузьменко
Світлана Вакуловська, у шлюбі Грибінська, псевдонім: Кузьменко (нар. 19 вересня 1926 — пом. 15 вересня 2013) — українська поетеса, прозаїк, критик, перекладачка. Член ПЕН-клубу, Президії Об'єднання українських письменників «Слово» у Канаді. Член Національної спілки письменників України.

## З біографії
Народилася 19 вересня 1926 на Чернігівщині: батько — юрист, мати — освітянка. Жила на Полтавщині. У 15 років під час Другої світової війни потрапила до Австрії, згодом — до Німеччини, де в Регенсбурзі здобула середню освіту.
У 1948 р. приїхала до Канади, де вчилася в Політехнічному університеті Раєрсона (тепер Університет Раєрсона в Торонто. Згодом працювала в бібліотеці слов'янського відділу у Торонтському університеті, співпрацювала з газетою «Новий шлях» та журналом «Веселка».
Студіювала літературу у вищій школі. Літературну творчість почала в Канаді. У 1997 р. приїздила в Україну. Відзначалася на конкурсах Українського літературного Фонду імені Івана Франка (1978, 1981), конкурсі імені Марусі Бек при Світовій федерації українських жіночих організацій.
Чоловік: поет Борис Олександрів (Грибінський).

## Творчість
Поетичну творчість розпочала у середині 70-х рр. Перші збірки її поезії: «Івасик та його абетка» (1974) та «Півникова пригода» (1981) — написані для дітей. С. Кузьменко автор поетичних збірок «Вічний проростень» (1981), «У сяйві променів» (1984), збірки оповідань «Новоталалаївські рефлексії»(1976), що вийшли у видавництві Спілки письменників «Слово» в Канаді.
Авторка:
- збірки оповідань «Новоталалаївські рефлексії» (1974);
- збірок віршів
  - «Вічний проростень» (1981),
  - «У сяйві променів» (1984),
  - «Волошка у житніх полях» (1997),
  - «Білі голуби» (1998),
  - «Берегиня» (1999);
- збірок для дітей
  - «Івасик та його абетка» (1974),
  - «Півникова пригода» (1981);
- казок
- перекладів з англійської літератури.

Окремі видання:
- Кузьменко С. Вірші // Слово. Збірник 5. — Едмонтон: ОУП «Слово», 1973. — С.31-32.
- Кузьменко С. Ворог народу // Слово. Збірник 7. — Едмонтон, 1978. — С. 134—139.
- Кузьменко С. Джоконда де Пилипчук // Хрестоматія української літератури в Канаді. — Едмонтон, 2000. — С. 411—414.

## Нагорода
У 2008 році стала лауреаткою Всеукраїнської премії «Жінка ІІІ тисячоліття» в номінації «Перспектива».